# Hoeyang
Hoeyang (kor. 회양군, Hoeyang-gun) – powiat w Korei Północnej, w prowincji Kangwŏn. W 2008 roku liczył 42 485 mieszkańców. Graniczy z powiatami T’ongch’ŏn od północnego wschodu, Ch’angdo od południa, Sep’o od zachodu, a także Kosan i Anbyŏn od północy. Przez powiat przebiega linia kolejowa Kŭmgangsan Ch’ŏngnyŏn, łącząca Anbyŏn i góry Kŭmgang.

## Historia
Przed wyzwoleniem Korei spod okupacji japońskiej powiat składał się z 7 miejscowości (kor. myŏn) oraz 149 wsi (kor. ri). W obecnej formie powstał w wyniku gruntownej reformy podziału administracyjnego w grudniu 1952 roku. W jego skład weszły wówczas tereny należące wcześniej do miejscowości Hoeyang, Sangbuk, Habuk, Sin'an (13 wsi), Rangok (18 wsi) i Anp'ung (3 wsie – wszystkie już wcześniej wchodziły w skład powiatu Hoeyang). Powiat Hoeyang składał się wówczas z jednego miasteczka (Hoeyang-ŭp) oraz 28 wsi. W marcu 1987 roku powiat skurczył się – siedem należących do niego wsi przeniesiono do powiatu Ch’angdo.

## Gospodarka
Lokalna gospodarka oparta jest na rolnictwie. Na terenie powiatu znajdują się uprawy pszenicy, jęczmienia, prosa, kukurydzy, soi oraz ziemniaków. W powiecie nie jest natomiast uprawiany ryż, gdyż nie pozwala na to zła jakość gleb. Istotną rolę w gospodarce regionu odgrywa również górnictwo. Tereny powiatu kryją złoża wolframu, molibdenu, barytu, grafitu, złota i srebra.

## Podział administracyjny powiatu
W skład powiatu wchodzą następujące jednostki administracyjne:
| Nazwa jednostki administracyjnej | Rodzaj jednostki administracyjnej | Hangul |
| -------------------------------- | --------------------------------- | ------ |
| Hoeyang-ŭp                       | miasteczko                        | 회양읍 |
| Kangdon-ri                       | wieś                              | 강돈리 |
| Kwangjŏn-ri                      | wieś                              | 광전리 |
| Kŭmgok-ri                        | wieś                              | 금곡리 |
| Kŭmch’ŏl-ri                      | wieś                              | 금철리 |
| Kajŏng-ri                        | wieś                              | 가정리 |
| Tonap-ri                         | wieś                              | 도납리 |
| Ryongp'o-ri                      | wieś                              | 룡포리 |
| Majŏn-ri                         | wieś                              | 마전리 |
| Pongp'o-ri                       | wieś                              | 봉포리 |
| Sŏndae-ri                        | wieś                              | 선대리 |
| Sop'ung-ri                       | wieś                              | 소풍리 |
| Singye-ri                        | wieś                              | 신계리 |
| Sinmyŏng-ri                      | wieś                              | 신명리 |
| Sinp’yŏng-ri                     | wieś                              | 신평리 |
| Orang-ri                         | wieś                              | 오랑리 |
| Obong-ri                         | wieś                              | 오봉리 |
| Yuŭp-ri                          | wieś                              | 유읍리 |
| Jŏnggok-ri                       | wieś                              | 전곡리 |
| Jŏnhang-ri                       | wieś                              | 전항리 |
| P'och'ŏn-ri                      | wieś                              | 포천리 |
| Hagyo-ri                         | wieś                              | 하교리 |
| Hyŏn-ri                          | wieś                              | 현리   |